# Elephant (2003)
Elephant is een Amerikaanse film uit 2003 van regisseur Gus van Sant met in de hoofdrollen Alex Frost, Eric Deulen en John Robinson.
Hoewel de film zich afspeelt op de fictieve Watt High School, in Portland, Oregon is het verhaal geïnspireerd op de schietpartij in de Columbine High School uit 1999. De film werd winnaar van De Gouden Palm op het Filmfestival van Cannes.

## Verhaal
Dinsdag 20 april 1999, het lijkt een gewone dag op de Watt High School, in Portland, Oregon. Een dag met lesuren, football, huiswerk en geroddel. Nate en Carrie hebben afgesproken voor lunch. Eli neemt foto's van voorbijgangers. John laat de autosleutels van zijn vader achter voor z'n broer. Brittany, Jordan en Nicole roddelen en klagen over het gezeur van hun moeders. Tot het moment dat hun levens overhoop worden gegooid. Twee leerlingen richten een bloedbad aan door te schieten op iedereen die hun pad kruist.

## Rolverdeling
| Acteur            | Personage      |
| ----------------- | -------------- |
| Alex Frost        | Alex           |
| Eric Deulen       | Eric           |
| John Robinson     | John McFarland |
| Elias McConnell   | Elias          |
| Jordan Taylor     | Jordan         |
| Carrie Finklea    | Carrie         |
| Nicole George     | Nicole         |
| Brittany Mountain | Brittany       |
| Alicia Miles      | Acadia         |
| Kristen Hicks     | Michelle       |
| Bennie Dixon      | Benny          |
| Nathan Tyson      | Nathan         |

## Achtergrond

### Scenario
Oorspronkelijk zou Gus van Sant een televisiefilm maken over de schietpartij op de Columbine High School. Hierbij wilde hij het onderwerp op documentaire wijze behandelen. Hij zag uiteindelijk af van het idee om een documentaire te maken en besloot zijn ideeën te verwerken in een speelfilm. Laura Albert schreef onder haar pseudoniem JT LeRoy een scenario gebaseerd op een kort verhaal van Harmony Korine. Van Sant liet echter het definitieve scenario open om de acteurs de gelegenheid te geven om te improviseren. Het scenario is deels beïnvloed door de gelijknamige film uit 1989 van Alan Clarke. In deze film zien we diverse gangsters grote afstanden afleggen in immense ruimtes om andere gangsters te vermoorden. Gus van Sant dacht dat Clarke zijn film 'Elephant' had genoemd vanwege het verhaal waarbij een aantal blinden probeert een olifant te beschrijven en tot verschillende conclusies komt doordat ze verschillende lichaamsdelen aanraken. Van Sant benaderde de film ook vanuit dit standpunt, steeds zien we de verschillende scènes vanuit diverse gezichtshoeken. Later bleek dat Clark de titel had ontleend aan het gezegde "een olifant in de kamer (an elephant in the room)", waarbij een voor iedereen zichtbaar probleem wordt ontkend.

### Opnames
Als locatie koos Van Sant de voormalige campus van Whitaker Middle School. Het gebouw was opgericht in 1969 en heette aanvankelijk Adams High School. In 2001 werd het gebouw gesloten vanwege asbest en andere bouwtechnische problemen om in 2007 gesloopt te worden.
De meeste acteurs in de film zijn amateurs en hun eigen voornaam werd ook gebruikt voor de personages. Hierdoor bleven de acteurs dicht bij hun personage, zeker omdat Van Sant alle ruimte gaf om te improviseren. Net als in de Britse Elephant uit 1989 legt van Sant sterk de nadruk op de tijdsbeleving van het moment. We zien sommige scènes gefilmd uit diverse hoeken, waarbij je op verschillende momenten in de film via een ander verhaallijn de andere hoek te zien krijgt. Een van de scènes waarbij de meisjes naar de cafetaria lopen duurt 5 minuten en 19 seconden en werd gefilmd met een steadycam.

## Invloed
In 2005 richtte Jeff Weise een bloedbad aan in de Red Lake High School (moorden op de Red Lake High School). Weise had Elephant uitgebreid bekeken en was met name geïnteresseerd in de gedeeltes waar de hoofdpersonages het bloedbad op hun school plannen.